# Ceresara
Ceresara és un municipi situat al territori de la província de Màntua, a la regió de la Llombardia, (Itàlia).
Ceresara limita amb els municipis de Casaloldo, Castel Goffredo, Gazoldo degli Ippoliti, Goito, Guidizzolo, Medole, Piubega i Rodigo.
Pertanyen al municipi les frazioni de San Martino Gusnago i Villa Cappella.

## Galeria

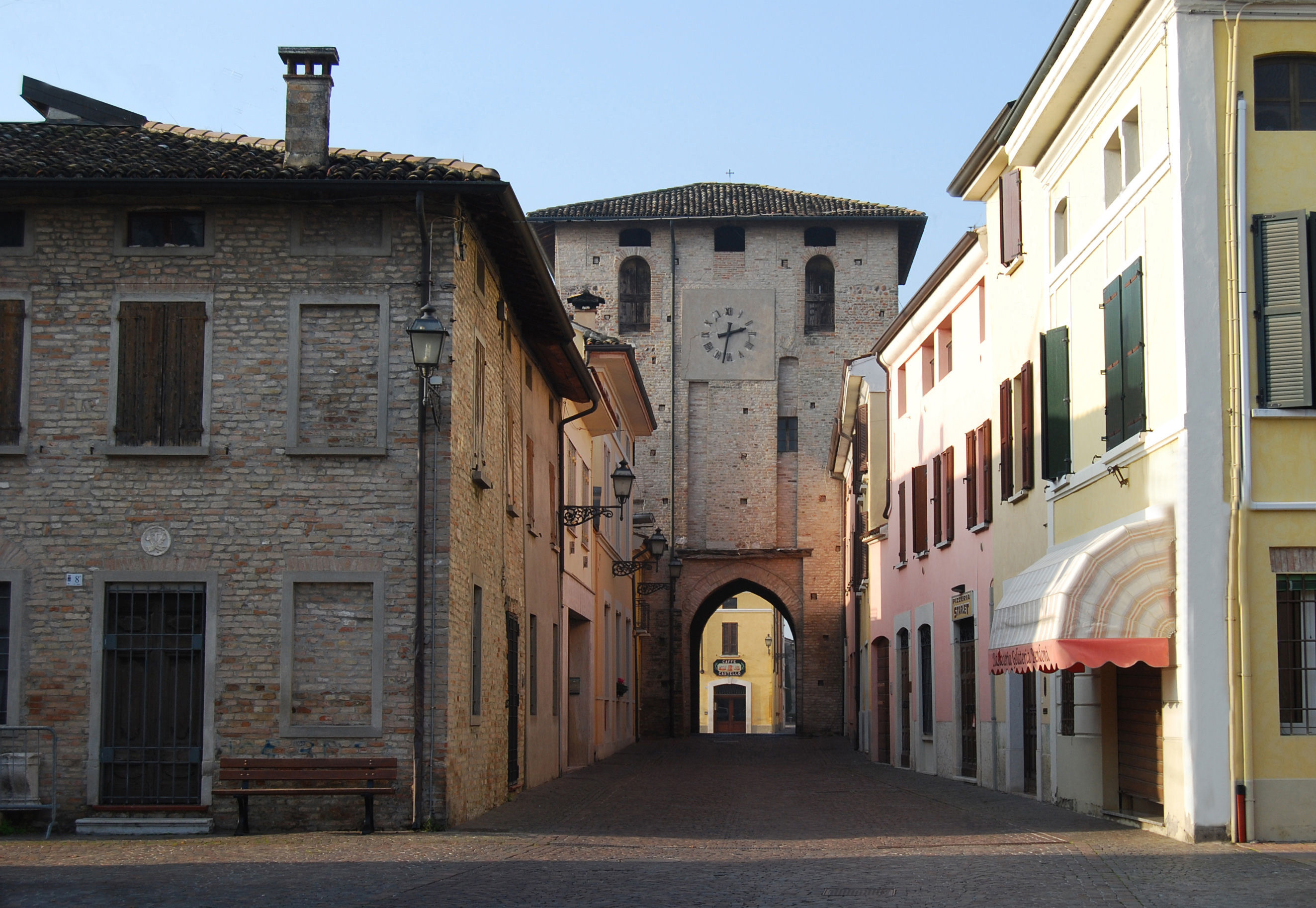
Via Roma
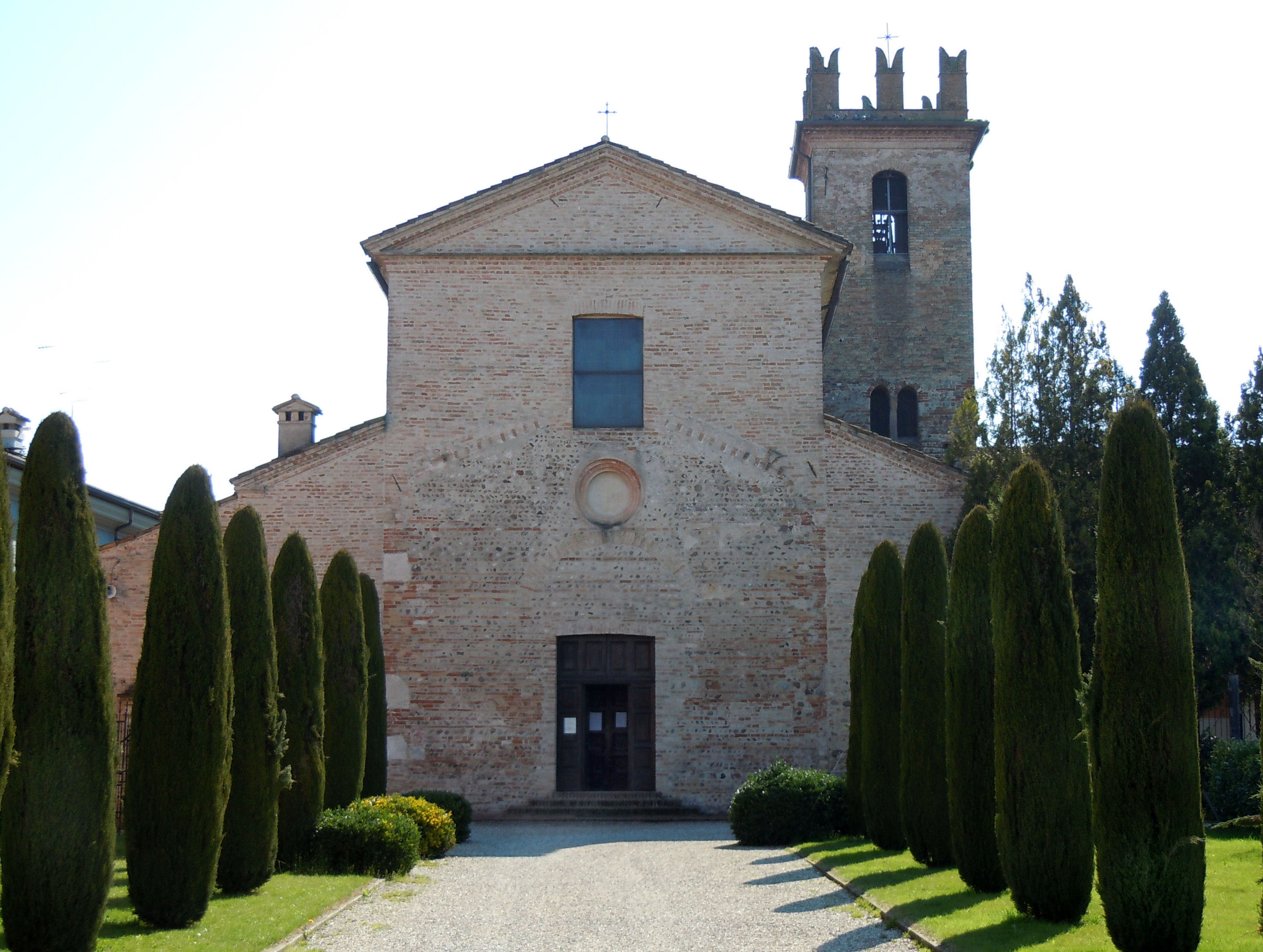
Església de la S. Trinitat
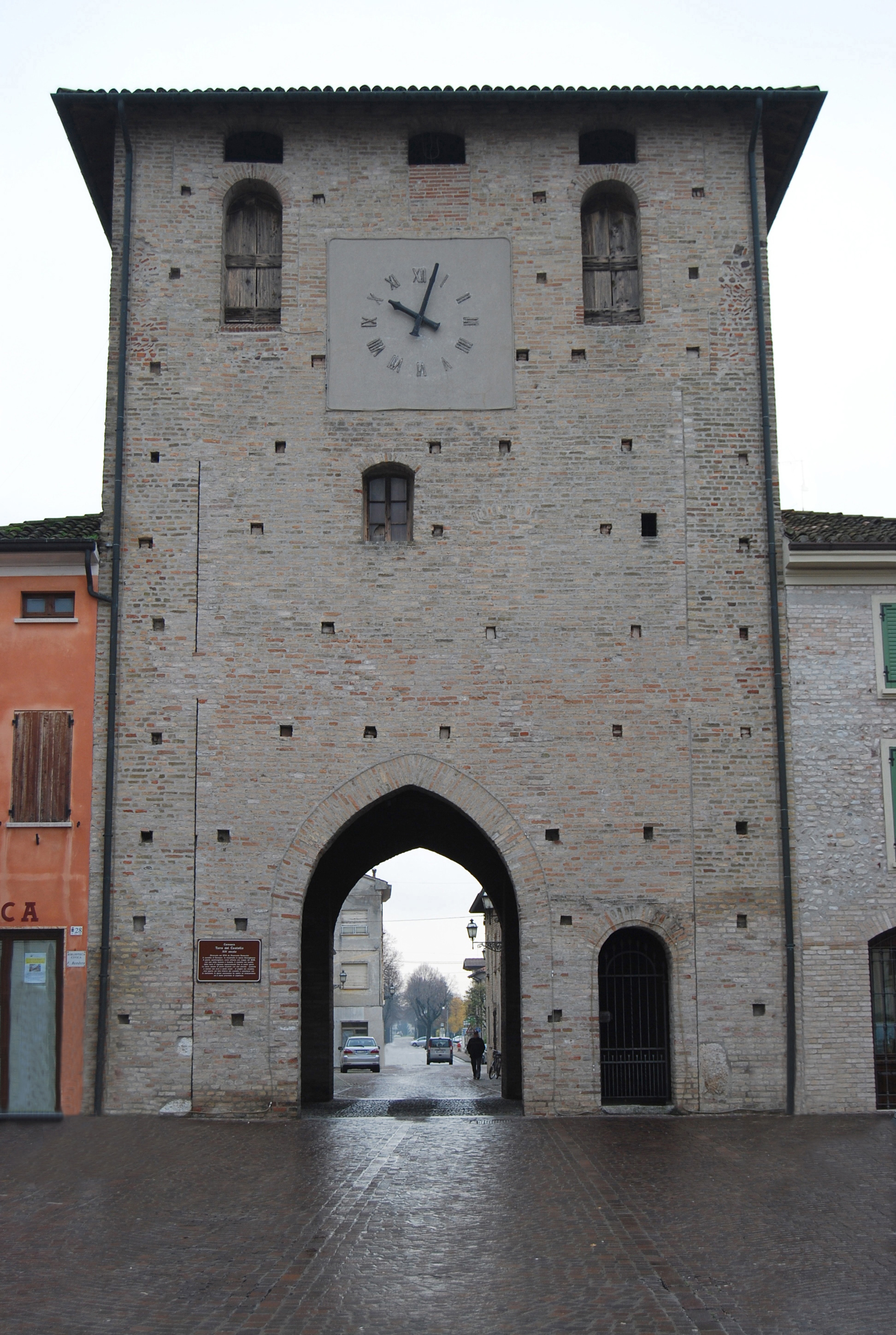
Torre Cívica
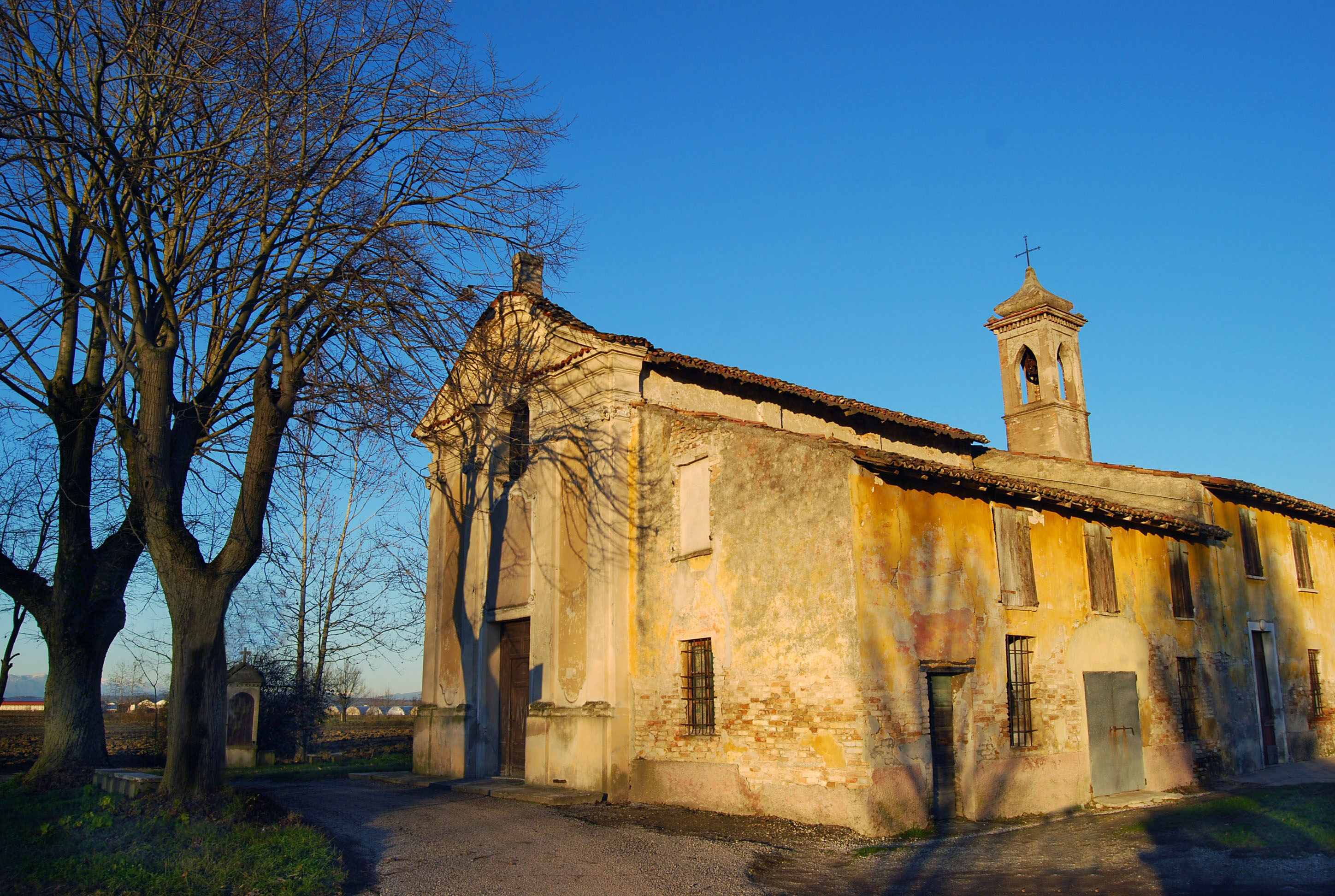
Santuari de S. Maria